# PGC 14572
LEDA/PGC 14572, auch UGC 2967 ist eine spiralförmige Radiogalaxie im Sternbild Perseus am Nordsternhimmel. Sie ist schätzungsweise 278 Millionen Lichtjahre von der Milchstraße entfernt und hat einen Durchmesser von etwa 90.000 Lichtjahren. Vom Sonnensystem aus entfernt sich das Objekt mit einer errechneten Radialgeschwindigkeit von näherungsweise 6.200 Kilometern pro Sekunde. Nach Lage der Daten ist eine gravitative Bindung mit PGC 14579 möglich.
Im selben Himmelsareal befinden sich unter anderem die Galaxien IC 2027, PGC 213272, PGC 5061182, PGC 5061237.